# 올렉산드르 야첸코 (축구인)
올렉산드르 이바노비치 야첸코(우크라이나어: Олександр Іванович Яценко, 1985년 2월 24일 ~ )는 수비수로 활약했던 우크라이나의 전 축구 선수이다. 현재 헬리오스 하르키우 유소년 아카데미에서 일하고 있다.

## 구단 경력
야첸코는 디나모 키이우 유소년 시스템의 산물로, 그들의 시니어 팀에서 10번 출전했다. 그는 2005년에 하르키우로 임대되었고, 2007년에는 2006-07년 시즌 봄에 드니프로로 임대되었다. 2007년 7월에는 초르노모레츠 오데사와 3년 계약을 체결했다.

## 국가대표팀 경력
야첸코는 부상당한 세르히 페도로우와 비야체슬라우 셰우추크를 대신해 2006년 FIFA 월드컵에서 우크라이나 국가대표팀에 소집되었다.
그는 2005년 10월 12일에 열린 일본과의 친선 경기가 처음이자 마지막 우크라이나 국가대표팀 출전 기록이었는데, 우크라이나는 일본에 1-0 승리를 기록했다.
야첸코는 독일에서 열린 2006년 FIFA 월드컵 결승전에 참가한 공로로 빅토르 유셴코 대통령으로부터 용기 훈장을 받았다.